# Famille de Peñaranda de Franchimont
 (août 2023).
Si vous disposez d'ouvrages ou d'articles de référence ou si vous connaissez des sites web de qualité traitant du thème abordé ici, merci de compléter l'article en donnant les références utiles à sa vérifiabilité et en les liant à la section « Notes et références ».

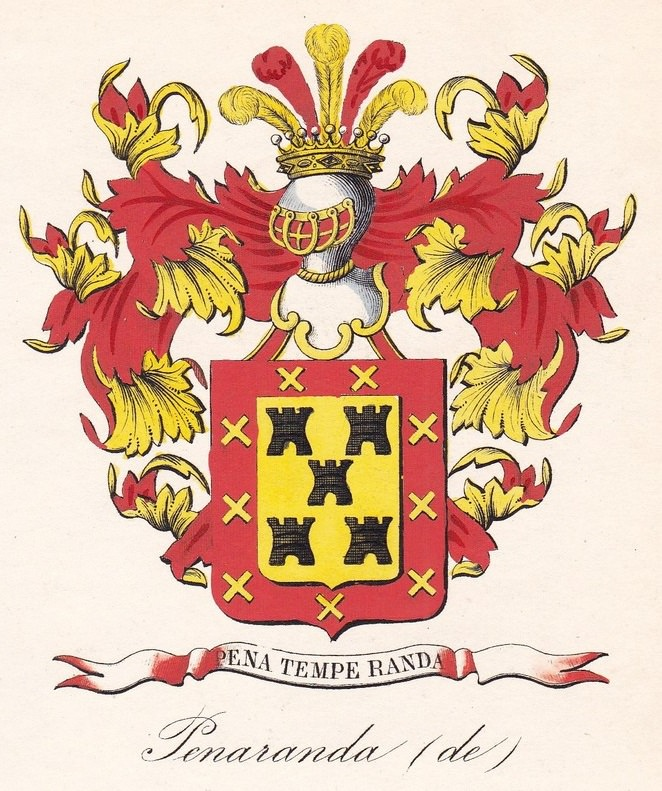
Armes de la famille de Peñaranda de Franchimont

La famille de Peñaranda de Franchimont est une famille des Pays-Bas méridionaux d'origine espagnole. Elle fait aujourd'hui partie de la noblesse belge.

## Histoire
Louis de Peñaranda nait à Retortillo de Soria en Espagne vers 1540. Vers 1555, à l'âge de 15 ans, il vient à la suite de Philippe II dans les Pays-Bas espagnols. D'abord engagé dans l'infanterie, il entre dans la cavalerie où il sert dans la garde personnelle de Marguerite de Parme, puis dans celle du Duc d'Albe jusqu'à la bataille de Dalen. Il devient ensuite intendant de la flotte espagnole aux Pays-Bas et commissaire sous Don Luis de Requesens, Juan d'Autriche et Alexandre Farnese. En 1581, il est nommé par ce dernier commissaire à Cologne, poste qu'il occupera jusqu'à sa mort en juillet 1601 sous le règne des archiducs archiducs Albert et Isabelle .
Louis décède à Cologne le 5 juillet 1601 où il fut enterré dans le chœur de l'église dominicaine (aujourd'hui détruite). Il a laissé quatre enfants, deux fils et deux filles, nés à Cologne, qui à leur tour ont eu une progéniture abondante. L'aîné d'entre eux, également appelé Louis, est décédé à la célèbre bataille de Rocroy (16 mai 1643), laissant huit enfants. Son héritier, Andrés José de Peñaranda, seigneur d'Erckeghem, diplômé en droit de l'Université de Louvain, s'est mariée deux fois et a eu quatorze enfants de ces deux mariages.
Au XVIIIe siècle, la seigneurie de Franchimont, ayant appartenu à la famille van der Beke, passa aux Peñaranda par héritage.
Depuis 2005 le baron Frédéric de Peñaranda de Franchimont (1947) est chef de famille.

## Personnalités
Louis de Peñaranda, meurt en 1601, première mention d'un membre de cette famille aux Pays-Bas, quitte Retortillo en Espagne pour venir aux Pays-Bas espagnols et servir d'officier sous le roi Philippe II d'Espagne a épousé Anne Savart, avec qui il avait un fils.
- Louis II de Peñaranda († 1643) a épousé Marie Mercer et ils ont eu huit enfants. Il est devenu vérificateur général de l'armée espagnole aux Pays-Bas et est décédé lors de la bataille de Rocroi.
  - André-Joseph de Peñaranda (Bruxelles, 1623 - Gand, 1697) a épousé Antoinette Houssaye puis Madeleine Pallant.
    - Antoine de Peñaranda, seigneur de Dufilé, né à Saint-Omer, s'est installé à Bruges et a épousé Marie-Anne de Hermosa.

  - Pierre-Corneille de Peñaranda (1704-1766) devient échevin de la Brugse Vrije. Il épousa Anne-Marie van der Beke (1710-1744), dame de Franchimont puis Claire Simon de Ville (1717-1772).
    - Pierre de Peñaranda (1738-1792), seigneur de Franchimont, a épousé Isabelle Simon de Ville (1732-1779).
      - Pierre de Peñaranda (voir ci-dessous).
      - Jean de Peñaranda (voir ci-dessous).

    - Antoine de Peñaranda (voir ci-dessous).

### Pierre de Peñaranda
- Pierre Joseph Bernard Hyacinthe de Peñaranda de Dufilé (Bruges, 23 août 1764 - 4 novembre 1823) a épousé Thérèse Wynckelman (14/08 / 1772-20 / 07/1825) et ils ont eu trois enfants. À l'époque française, il était échevin de Bruges. En 1822, il fut reconnu dans la noblesse héréditaire du royaume uni des Pays-Bas.
  - Désiré de Peñaranda de Franchimont (26/07 / 1799-26 / 01/1863) a épousé Rosamonde Spong (20/04 / 1797-25 / 07/1872). Ils ont eu huit enfants, dont deux fils, qui sont devenus jésuites et missionnaires en Inde, respectivement.
    - Jean Frédéric Auguste de Peñaranda (23/10 / 1829-09 / 10/1902) a épousé Émilie de Beughem de Neder-Heembeke (1830-1876).
      - Charles Antoine de Peñaranda (1861-1924) a épousé la baronne Paula Jooris (1870-1960). Ils ont eu deux fils, avec des descendants à ce jour.
        - Frédéric de Peñaranda de Franchimont (1893-1984), major et chef des S.R.A., auquel a été concédé le titre de baron en 1952, titre transmissible à la primogéniture masculine.

### Jean de Peñaranda
Jean Eugène François Xavier de Peñaranda (Bruges, 24 novembre 1765-15 août 1847), frère du précédent, a épousé Rose Simon de Ville (1771-1852) et ils ont eu une fille unique. Il était échevin de Bruges. En 1822, il obtint la reconnaissance de la noblesse héréditaire. Cette branche familiale s'est éteinte avec sa mort.

### Antoine de Peñaranda
Antoine Pierre François de Peñaranda (Bruges, 5 septembre 1747 - 21 septembre 1824) a épousé Marie-Robertine Coppieters (1753-1794), fille du bourgmestre de Bruges Robert Coppieters. Elle est décédée à Middelburg, lorsque la famille fuit l'invasion française. Il obtient son doctorat en droit et devient trésorier de la ville de Bruges. En 1823, quelques mois avant sa mort, il est reconnu dans la noblesse héréditaire. La famille avait sept enfants, mais il n'y avait plus de descendants à la génération suivante. Cette branche s'éteint à la mort de Joseph de Peñaranda (1789-1875).

## Blasonnement

Armes de la famille de Peñaranda de Franchimont en couleur.

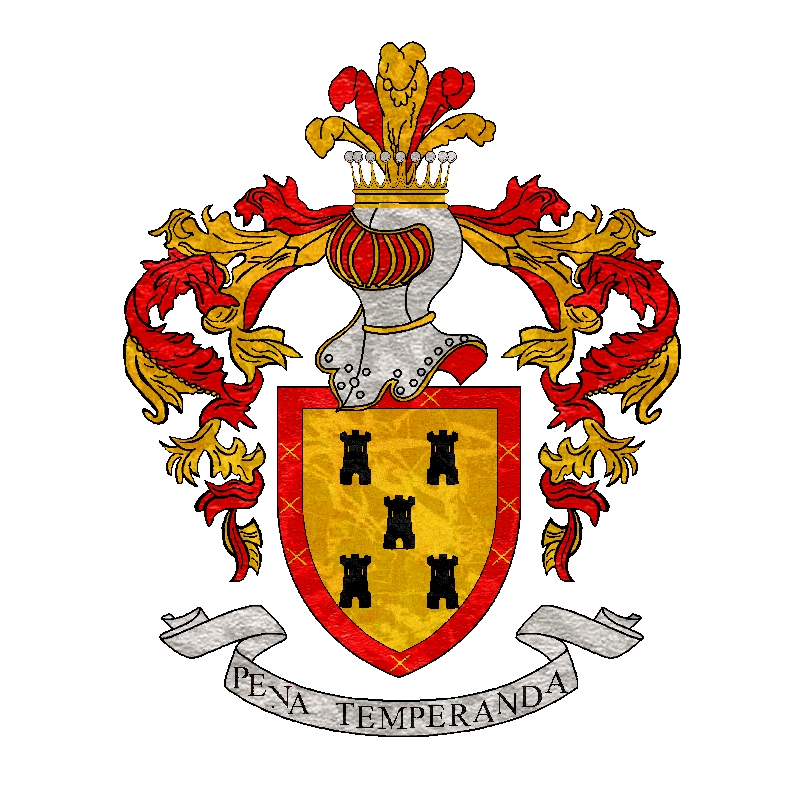

D'or à cinq tourelles donjonnées de sable, placées en sautoir; à la bordure de gueules, chargée de neuf sautoirs d'or; l'écu timbré d'un casque d'argent grillé et liseré d'or, orné d'une couronne de comte en or à neuf perles, et assorti de ses lambrequins d'or· et de gueules; surmonté de cinq plumes d'autruche , la première, la troisième et la cinquième d' or, et la deuxième et la quatrième de gueules.

## Devise
Pena Temperanda

## Châteaux
Plusieurs propriétés appartiennent ou ont appartenu à la maison de Peñaranda de Franchimont.
Citons par exemple le château de Tilleghem qui, à la fin du XIXe siècle, est passé à Eugène Charles de Peñaranda de Franchimont. La famille remodela profondément ce château selon un style néo-gothique sous la direction des architectes Jean-Baptiste Béthune et Auguste Van Assche, mais il a conservé son aspect médiéval. En l'absence de descendance, le château fut légué en 1916 au baron Georges Verhaegen, et en 1980 leur fils René Verhaegen vend le château à la province de Flandre occidentale. Le château est situé dans un parc de 83 hectares.
Le château de Groenhoven a également appartenu à la famille de Peñaranda de Franchimont. Ce château fait partie de Londerzeel, dans la province belge du Brabant flamand. Il est situé dans une réserve naturelle protégée de 100 hectares. Après le mariage d'Émilie, la petite-fille du vicomte Antoine de Beughem de Houthem, le château est devenu la propriété de la famille Peñaranda en 1863. Les Peñaranda ont construit une aile supplémentaire à droite du château, d'où l'asymétrie actuelle. Ils ont également construit une dépendance avec des écuries et une remise en 1893. Le 1er décembre 1888, le notaire de droit civil Ruydts signe un acte de transfert du château à Marie Charles Antoine Ghislaine de Peñaranda.
Enfin, la ferme de Wahenges à L'Écluse, commune de Beauvechain, est exploitée par Philippe de Peñaranda de Franchimont et son épouse, baronne Muriel del Marmol, la dernière ingénieur agronome et des eaux et forêts. Cette vaste et belle ferme, enclose et chaulée, a été classée au patrimoine wallon en 1994, puis comme patrimoine exceptionnel de Wallonie en 2013.

## Alliances
- van der Beke de Cringen
- de Beughem de Nederhembeke
- Bès de Berc
- de Blitterswyck
- Boël
- de Briey
- de Bruyn
- de Cartier d'Yves
- de Crombrugghe de Looringhe
- de Dorlodot
- della Faille de Leverghem
- Feyaerts
- Gilles
- d'Hespel
- de Hermosa
- d'Hont
- de la Houssoye
- Jooris
- de Kerckhove dit van der Varent
- de la Kethulle de Ryhove
- del Marmol
- de Meester de Betzenbroeck
- Mercer d'Erckeghem
- de Meulemeester
- de Pallant
- Savart
- Simon de Ville
- Spong
- van der Straeten
- Taffin de Hupy
- de Theux de Meylandt et Montjardin
- Wahis
- de Woot de Trixhe
- Wright
- Wynckelman

## Pour approfondir